# سیارک ۱۸۱۹۶
سیارک ۱۸۱۹۶ (به انگلیسی: 18196 Rowberry، نامگذاری:2000QY132) هجده هزار و صد و نود و ششمین سیارک کشف شده‌است که در ۲۶ اوت ۲۰۰۰ کشف شد.
قدر مطلق سیارک برابر ۱۰.۲ است.